# Josephson-junctie
Een josephson-junctie bestaat uit twee supergeleiders met een dunne isolator ertussen. In de junctie treedt nu het josephson-effect op, dat werd ontdekt door Brian Josephson en waarvoor hij in 1973 de Nobelprijs voor Natuurkunde ontving. Als de isolator dun genoeg is, kan er namelijk toch een elektrische stroom door lopen door het tunneleffect van de kwantummechanica. Een van de bijzondere eigenschappen van de josephson-junctie is dat deze stroom (hoewel deze door een isolator loopt) geen weerstand ondervindt.
Als er een gelijkspanning U wordt aangelegd, zal er geen gelijkstroom meer lopen, maar een zeer hoogfrequente wisselstroom. Als dan op de gelijkspanning een kleine wisselspanning wordt gesuperponeerd, dan zal voor een welbepaalde frequentie-resonantie optreden:
{\displaystyle f={\frac {2eU}{h}}}
Hierin is e de elementaire lading en ℎ de constante van Planck.

## Toepassingen
Lange tijd zag men in Josephson-juncties een veelbelovende technologie om snelle computers mee te maken. Praktische toepassingen bleven echter lang uit. Dit had onder andere te maken met technische moeilijkheden rondom de koeling die nodig is om supergeleiders in een hun supergeleidende toestand te brengen.
In 2019 doet een onderzoeksteam van Google baanbrekend onderzoek en maakt de eerste quantumcomputer die (naar hun zeggen) quantum supremacy heeft behaald. Hiermee wordt bedoeld dat deze quantumcomputer een reken probleem kan oplossen die een conventionele supercomputer nooit zou kunnen oplossen. Het hart van deze quantumcomputer is de Sycamore-processor. De processor is vervaardigd uit aluminium voor metallisatie en Josephson-juncties, en indium voor de soldeerverbinding tussen twee silicium-wafers. De chip is met draadverbindingen verbonden met een supergeleidende printplaat en wordt gekoeld tot onder 20 mK in een dilution-koelkast om zo de thermische energie van de omgeving te verminderen tot ver onder de qubit-energie. De processor is via filters en attentuators verbonden met elektronica die wel op kamertemperatuur functioneert; die elektronica synthetiseert de regelsignalen. De toestand van alle qubits kan gelijktijdig worden gelezen door middel van frequentiemultiplextechniek.
Josephson-juncties vinden ook toepassing in SQUIDs (superconducting quantum interference devices) om heel nauwkeurig zeer kleine variaties te detecteren in een magnetisch veld, een elektrische spanning of een weerstand. Ze worden zowel gebruikt voor het opsporen van onderzeeboten als voor het lokaliseren van geothermale bronnen en voor het meten van hersenactiviteit.

## Lange juncties
Als de junctie lang genoeg is dat er langs de junctie verschillen in de fase van de kwantummechanische golffunctie kunnen bestaan, spreken we van een lange josephson-junctie. Deze heeft nog extra bijzondere eigenschappen en wordt wiskundig beschreven met de sine-Gordon-vergelijking.